# Eriphioides columbina
Eriphioides columbina är en fjärilsart som beskrevs av Dyar 1899. Eriphioides columbina ingår i släktet Eriphioides och familjen björnspinnare. Inga underarter finns listade i Catalogue of Life.